# Eudora, Kansas
Eudora là một thành phố thuộc quận Douglas, tiểu bang Kansas, Hoa Kỳ. Năm 2010, dân số của xã này là 6136 người.

## Dân số
Dân số các năm:
- Năm 2000: 4307 người
- Năm 2010: 6136 người